# Bahriye Üçok

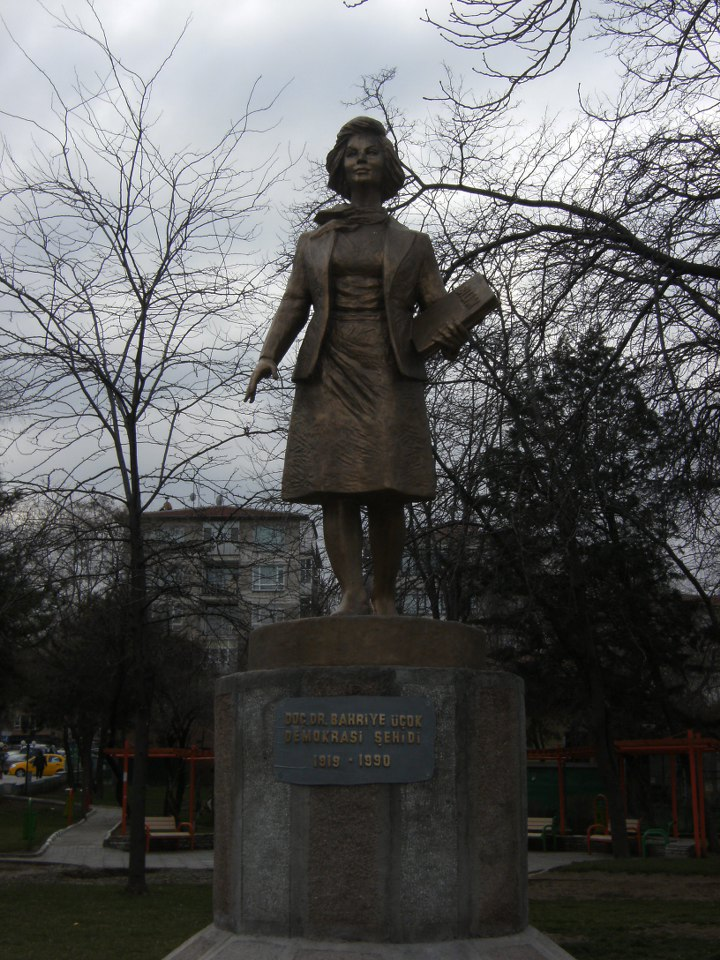
Denkmal für Bahriye Üçok in Ankara

Bahriye Üçok (* 1919 in Trabzon; † 6. Oktober 1990 in Ankara) war eine türkische Theologin, Politikerin, Autorin, Kolumnistin, Frauenrechtlerin und prominente Intellektuelle. Die Hintergründe ihrer Ermordung im Jahr 1990 sind nach wie vor ungeklärt.

## Leben
Nachdem sie in Altınordu die Grundschule besucht hatte, ging sie auf die Kandilli Kız Lisesi (Kandilli-Mädchengymnasium) in Istanbul. Danach studierte sie an der Universität Ankara im Institut für Philologie, Geschichte und Geographie islamische Geschichte des Mittelalters sowie Türkische Geschichte und arbeitete elf Jahre als Gymnasiallehrerin in Samsun und Ankara.

## Karriere
Ab 1953 war sie als Assistentin der Theologischen Fakultät der Universität Ankara tätig. 1957 wurde sie mit einer Dissertation Weibliche Führer in islamischen Ländern promoviert und gab 1960 nach zunehmenden Drohungen ihre Stelle auf. 1965 wurde sie Doçent und schließlich Professorin, womit sie der erste weibliche Universitätslehrer dieser Fakultät war. 
Üçok sprach fließend Arabisch und Persisch und übersetzte als Kritikerin des Islam den Koran. Sie war Kolumnistin der links-kemalistischen Zeitung Cumhuriyet.
1977 trat der Mitte-links-Partei Cumhuriyet Halk Partisi („Republikanische Volkspartei“, CHP) bei. Nach dem Militärputsch von 1980 mitbegründete sie die Halkçı Parti („Populistische Partei“) und wurde 1983 als Abgeordnete für Ordu in das Parlament gewählt. Die Partei vereinigte sich im November 1985 mit der Sosyal Demokrasi Partisi zur Sosyaldemokrat Halkçı Parti („Sozialdemokratische Populistische Partei“, SHP).
1990, nach einer Fernsehdiskussion, in der sie die islamische Verhüllung (Hidschāb) als nicht verpflichtend deklarierte, bekam Üçok mehrfach Drohungen von einer militanten Organisation, die sich İslami Hareket („Islamische Bewegung“) nannte.

## Ermordung
Am 6. Oktober 1990 wurde Üçok von einer Paketbombe vor ihrer Haustür getötet; der Mord ist nach wie vor unaufgeklärt. Die Trauerfeier fand am 9. Oktober in der Maltepe-Moschee statt, beigesetzt wurde sie auf dem Karşıyaka-Friedhof.

## Bibliografie
- İslâm’dan Dönenler ve İlk Yalancı Peygamber (Abkehr vom Islam und der erste falsche Prophet) (1967) Ankara
- İslâm Devletinde Kadın Hükümdarlar (Weibliche Herrscher in islamischen Ländern)
- İslam Tarihi (Geschichte des Islam)
- İslam Tarihinde Emeviler – Abbasiler (Umayyaden – Abbasiden in der Geschichte des Islam)
- Atatürk’ün İzinde Bir Arpa Boyu, 270 S., (1985), Cem Publishing, Istanbul ISBN 978-975-406-467-4
- Aly Mazahéri: Ortaçağda Müslümanların Günlük Yaşayışları (Muslimisches Alltagsleben im Mittelalter)